# Nécropole nationale de Senlis
La nécropole nationale de Senlis est un cimetière militaire de la Première Guerre mondiale situé sur le territoire de la commune de Senlis dans le département de l'Oise.

## Historique
La nécropole nationale de Senlis a été créé en juin 1918, lorsqu'un hôpital militaire fut installé dans la ville lors de la Bataille du Kaiser, dernière grande offensive allemande. Cet hôpital fonctionna jusqu'en décembre 1921. Après le 11 novembre 1918, on procéda au transfert de dépouilles de 39 soldats allemands et de 9 soldats américains vers d'autres cimetières, on inhuma dans la nécropole de Senlis des dépouilles de soldats français provenant des cimetières de Chantilly, Gouvieux, Senlis, Ognon et Vineuil-Saint-Firmin.    

## Caractéristiques
La nécropole nationale de Senlis compte 1 288 dépouilles de soldats, 1 210 en tombes individuelles et 78 en ossuaire. 136 soldats britanniques (essentiellement des Écossais des 15e et 34e divisions), 2 soldats russes, et 4 soldats français tués au cours de la Seconde Guerre mondiale.